# Schlacht auf dem Eriesee
Kriegsschauplatz St. Lawrence/Lake Champlain 

1. Sacket’s Harbor – 1. Lacolle Mills – Ontariosee – Ogdensburg – New York – 2. Sacket’s Harbor – Châteauguay – Chrysler’s Farm – 2. Lacolle Mills – Fort Oswego – Big Sandy Creek – Plattsburgh
Niagara-Kriegsschauplatz

Queenston Heights – Frenchman’s Creek – George – Stoney Creek – Beaver Dams – Black Rock – Fort Niagara – Buffalo – 1. Fort Erie – Chippewa – Lundy’s Lane – 2. Fort Erie – Cook’s Mill
Detroit-Kriegsschauplatz

Tippecanoe – Fort Mackinac – Dearborn – Detroit – Fort Harrison – Fort Wayne – Wild Cat Creek – Mississinewa – Frenchtown – Fort Meigs – Fort Stephenson – Eriesee – Thames River – Longwoods – Prarie du Chien – Rock Island Rapids – Mackinac Island – Malcom’s Mills
Chesapeake-Kriegsschauplatz

Craney Island – St. Michaels – Chesapeake – Bladensburg – Washington – Caulk’s Field – North Point – Baltimore
Südlicher Kriegsschauplatz

Creek – 1. Fort Bowyer – Fayal – Pensacola – Borgnesee – New Orleans – Fort St. Philip – Fort Peter – 2. Fort Bowyer
Die Schlacht auf dem Eriesee vom 10. September 1813 zwischen einer britischen und einer amerikanischen Flotte fand während des Britisch-Amerikanischen Kriegs auf dem Eriesee in der Put-in-Bay (Ohio) statt und endete mit einem amerikanischen Sieg.

## Lage
Im September 1813 hatte die US-Flotte auf dem Eriesee unter Oliver Hazard Perry zahlenmäßig die Übermacht über die unter Mangel an Nachschub und Ausrüstung leidende britische Flotte unter Commander Robert Heriot Barclay gewonnen. Die Amerikaner konnten elf Schiffe in den Kampf führen, die Briten nur sechs. Da die britischen Schiffe und die bei dem 1812 eroberten Detroit stehenden Landstreitkräfte unter Henry Procter durch die amerikanischen Schiffe von ihrem Nachschub abgeschnitten waren und ihnen Verpflegung, Munition und Geld ausgingen, musste Barclay schließlich den Kampf wagen, um eine Aufhebung der Blockade zu erzwingen. Um ausreichend Mannschaften zu bekommen, musste er Infanteristen an Bord nehmen. Die britische Flotte bestand aus den Schiffen Detroit (Flaggschiff) und Queen Charlotte, der Brigg Hunter, den Schonern Lady Prevost und Chippeway und der Sloop Little Belt. Perry verfügte hingegen über die Briggs Lawrence (Flaggschiff), Niagara und Caledonia, die Schoner Ariel, Scorpion, Somers, Porcupine und Tigress sowie die Sloop Trippe. Artilleristisch war die Überlegenheit der Amerikaner noch deutlicher, da die britischen Schiffe teilweise nur mit leichten, unzureichenden Geschützen ausgestattet waren. Während eine Breitseite der amerikanischen Flotte 896 Pfund wog, konnten die Briten lediglich 459 Pfund aufbringen.

## Verlauf
Bei Tagesanbruch des 10. September sichteten die in der Put-in-Bay (Ohio) vor Anker liegenden Amerikaner die britischen Schiffe, die daraufhin eine Gefechtslinie bildeten. Die Amerikaner griffen sie in einer unregelmäßigen Linie an und näherten sich in einem spitzen Winkel. Da zunächst nur ein Teil der amerikanischen Schiffe effektiv in den Kampf eingriff, trugen die Scorpion, Ariel, Chesapeake und Lawrence auf der einen, die Caledonia, Detroit, Queen Charlotte und die Chippeway auf der anderen Seite das Hauptgewicht des Kampfes. In einem erbitterten Kampf gelang es den Briten, die Lawrence außer Gefecht zu setzen und zum Wrack zu schießen. Sie erlitten jedoch selbst schwere Schäden, insbesondere das Flaggschiff Detroit und die Queen Charlotte. Barclay wurde schwer verwundet und unter Deck gebracht. Bevor sein Flaggschiff die Flagge strich, wechselte Perry auf die Niagara und führte das weitgehend unbeschädigte Schiff sowie die drei bislang am Kampf nicht ernsthaft beteiligten Schoner zum Durchbruch durch die britische Linie. Die britischen Schiffe setzten sich erbittert zur Wehr, waren durch das vorangegangene Gefecht jedoch schon so stark beschädigt, dass sie teilweise manövrierunfähig waren. Nach einer vierstündigen Schlacht strich die Detroit um 15 Uhr die Flagge. Fast alle britischen Schiffe waren nur noch Wracks, lediglich die Chippeway und die Little Belt waren noch in der Lage, einen Fluchtversuch zu unternehmen, mussten sich aber der Trippe und der Scorpion ergeben. Die Amerikaner hatten 27 Tote und 96 Verwundete zu beklagen, die Briten 41 Tote und 94 Verwundete. Den Hauptteil der Verluste auf amerikanischer Seite hatte die Lawrence erlitten, die bei 103 Mann Besatzung 83 Tote und Verwundete verloren hatte. Die meisten britischen Opfer hatte es auf der Detroit und der Queen Charlotte gegeben.
Nach dem Ende der Schlacht schrieb Perry eine berühmt gewordene Nachricht an General William Henry Harrison:
Dear General:
We have met the enemy and they are ours. Two ships, two brigs, one schooner and one sloop.
Yours with great respect and esteem,
O.H. Perry
Zum ersten Mal in der Geschichte war eine britische Flotte besiegt worden und komplett dem Feind in die Hände gefallen. Barclay, der nur einen Arm hatte (Tecumseh: „Our Father with One Arm“), traf an dieser Niederlage jedoch keine Schuld, da er seine Flotte im Gefecht hervorragend geführt hatte. Ausschlaggebend war die amerikanische Übermacht gewesen. Nach seiner Freilassung aus der Gefangenschaft wurde er in einer Seekriegsgerichtsverhandlung ehrenhaft freigesprochen.

## Folgen
Der amerikanische Sieg hatte für den Kriegsschauplatz westlich des Ontariosees entscheidende Auswirkungen. Er zwang die Briten zur Aufgabe von Detroit und den meisten Eroberungen von 1812 und ermöglichte es General Harrison, nach Kanada vorzustoßen und die britischen Landtruppen sowie ihre indianischen Verbündeten auf dem Rückzug abzufangen und in der Schlacht am Thames River aufzureiben. Damit war der Krieg im Nordwesten im Wesentlichen beendet und die britische Präsenz in diesem Bereich weitgehend beseitigt. Zusammen mit der Schlacht am Thames River und dem amerikanischen Sieg von Plattsburgh 1814 war der amerikanische Sieg auf dem Eriesee ein wesentlicher Faktor dafür, dass die britische Regierung Ende 1814 auf einen Friedensschluss auf der Basis des status quo einwilligte und auf Eroberungen verzichtete.
Die Lawrence und die Niagara wurden von der US Navy im Eriesee versenkt, da die Gefechtsschäden so schwer waren, dass sich eine Reparatur nicht mehr lohnte. Die Lawrence wurde 1875 gehoben und in Philadelphia ausgestellt, dort aber durch einen Brand zerstört. Die Niagara wurde 1913 ebenfalls gehoben und restauriert, zerfiel aber mangels konservatorischer Maßnahmen. Schließlich wurde das Schiff demontiert. Teile wurden für eine Rekonstruktion verwendet, die in Erie (Pennsylvania) ausgestellt ist.